# Astridia longifolia
Astridia longifolia är en isörtsväxtart som först beskrevs av L. Bol., och fick sitt nu gällande namn av L. Bol. Astridia longifolia ingår i släktet Astridia och familjen isörtsväxter. Inga underarter finns listade i Catalogue of Life.

## Bildgalleri

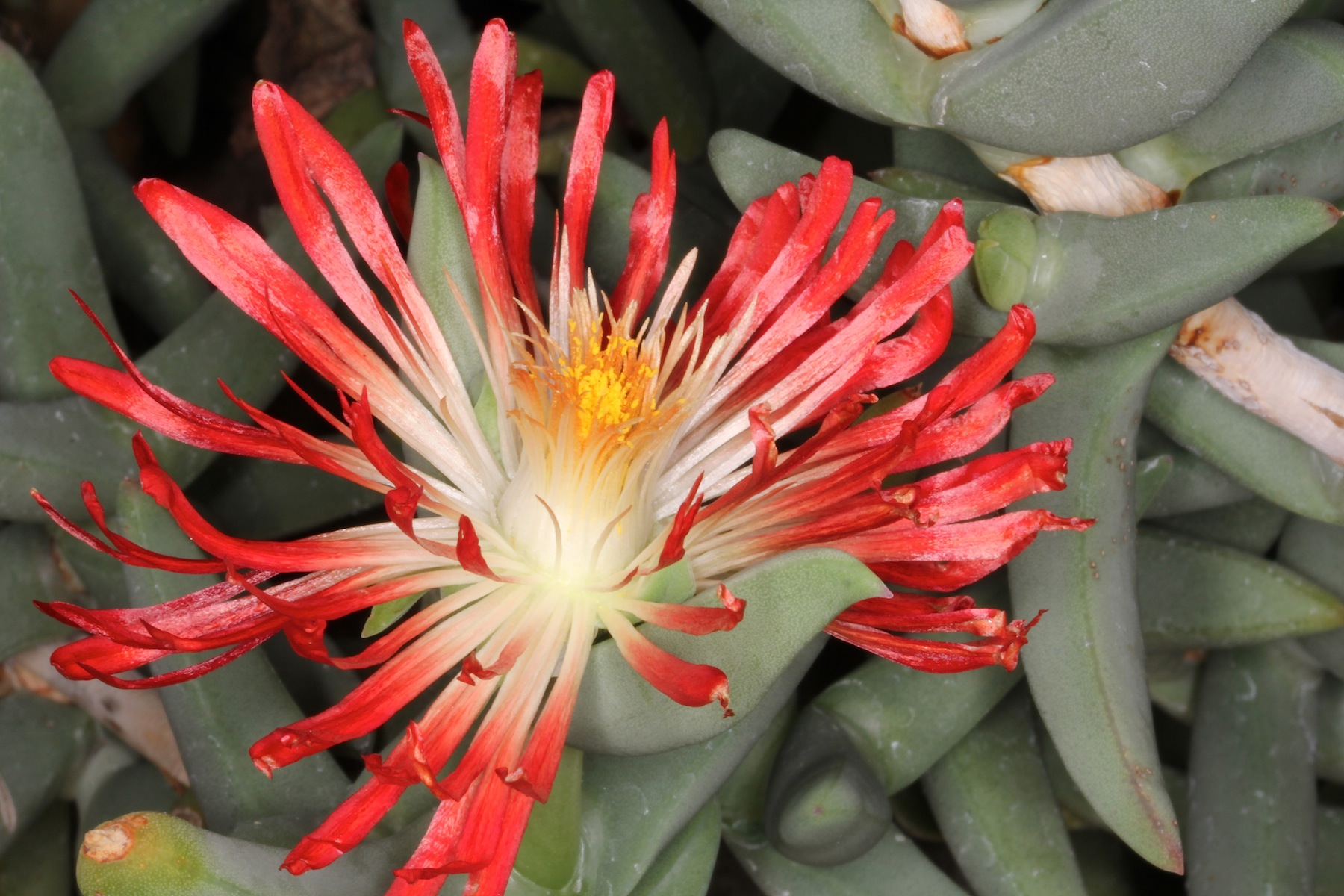